# Anna Pogwisch

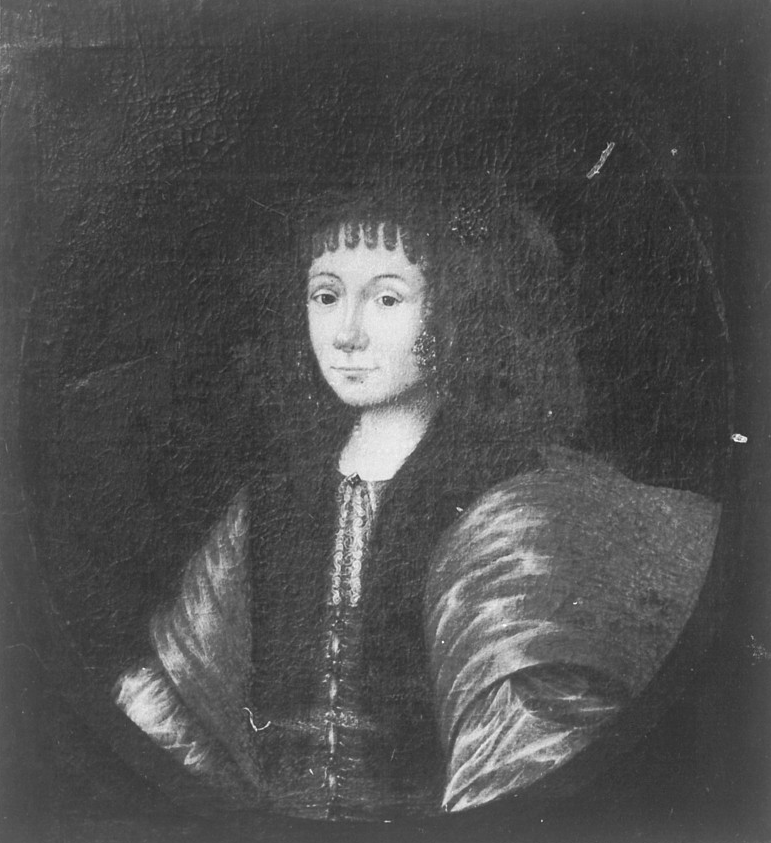
Anna Pogwisch, geborene Rantzau, Ölgemälde

Anna Pogwisch (geb. Rantzau, * 2. Juni 1634 in Kiel; † 27. Dezember 1722 in Weißenhaus) war eine deutsche Adlige und Mäzenin.

## Leben
Pogwisch stammt von mütterlicher und väterlicher Seite aus dem Adelsgeschlecht der Rantzau. Ihr Vater war Franz von Rantzau († 1677) auf Salzau und Rastorf.
Im Jahre 1665 heiratete sie Bartram von Pogwisch (1631–1672) auf Farve und Weißenhaus. Er war Hofmeister des Prinzen August-Friedrich von Schleswig-Holstein-Gottorf, der 1666 Fürstbischof des Fürstbistums Lübeck wurde und Pogwisch zum Amtmann von Eutin und später zum Landrat im Amt Tondern ernannte. Bartram von Pogwisch starb nur sieben Jahre später im Alter von vierzig Jahren. Die Ehe war kinderlos geblieben. Mit ihm starb die Linie Doberstorf des holsteinischen Uradelsgeschlechts von Pogwisch aus. Seine Witwe ließ ihm ein Epitaph von Theodor Allers in der Kirche Hohenstein anfertigen.
Mit wohltätigen und repräsentativen Stiftungen setzte Anna Pogwisch sich ein bleibendes Denkmal. Die Patronatskirche Hohenstein ließ sie noch zu Lebzeiten ihres Mannes von Theodor Allers mit einer neuen Kirchenausstattung bestehend aus Altar, Kanzel, Taufbecken und Emporen verstehen. Der Nikolaikirche in Kiel vermachte sie 1700 ein „unablösliches Kapital“, von dem jährlich eine Summe zum Erhalt der  Weißenhäuser Grabkapelle, in der ihr Mann beigesetzt war, aber auch für den Erhalt der Kirche selbst und dem Unterhalt von Pastoren und Juraten ausgesetzt war. Am 25. Januar 1723 wurde sie an der Seite ihres Mannes in der Weißenhäuser Grabkapelle beigesetzt. Ihr eigenes Epitaph, das sich an der Nordseite des Chores befand, gilt als verloren. Die Weißenhäuser Grabkapelle wurde bei der Erneuerung der Nikolaikirche in den Jahren 1878 bis 1884 abgetragen. Erst 1972 stieß man bei Straßenarbeiten auf die Särge von Bartram und Anna Pogwisch. Die Gebeine von Anna Pogwisch wurden auf den Parkfriedhof Eichhof überführt. Die Reste ihres Sargdeckels befinden sich im nördlichen Seitenschiff der Nikolaikirche.
Zur Erinnerung an Anna Pogwisch erhielt 2001 der Parkplatz Kehdenstraße/Faulstraße in Kiel-Altstadt den Namen Anna-Pogwisch-Platz.

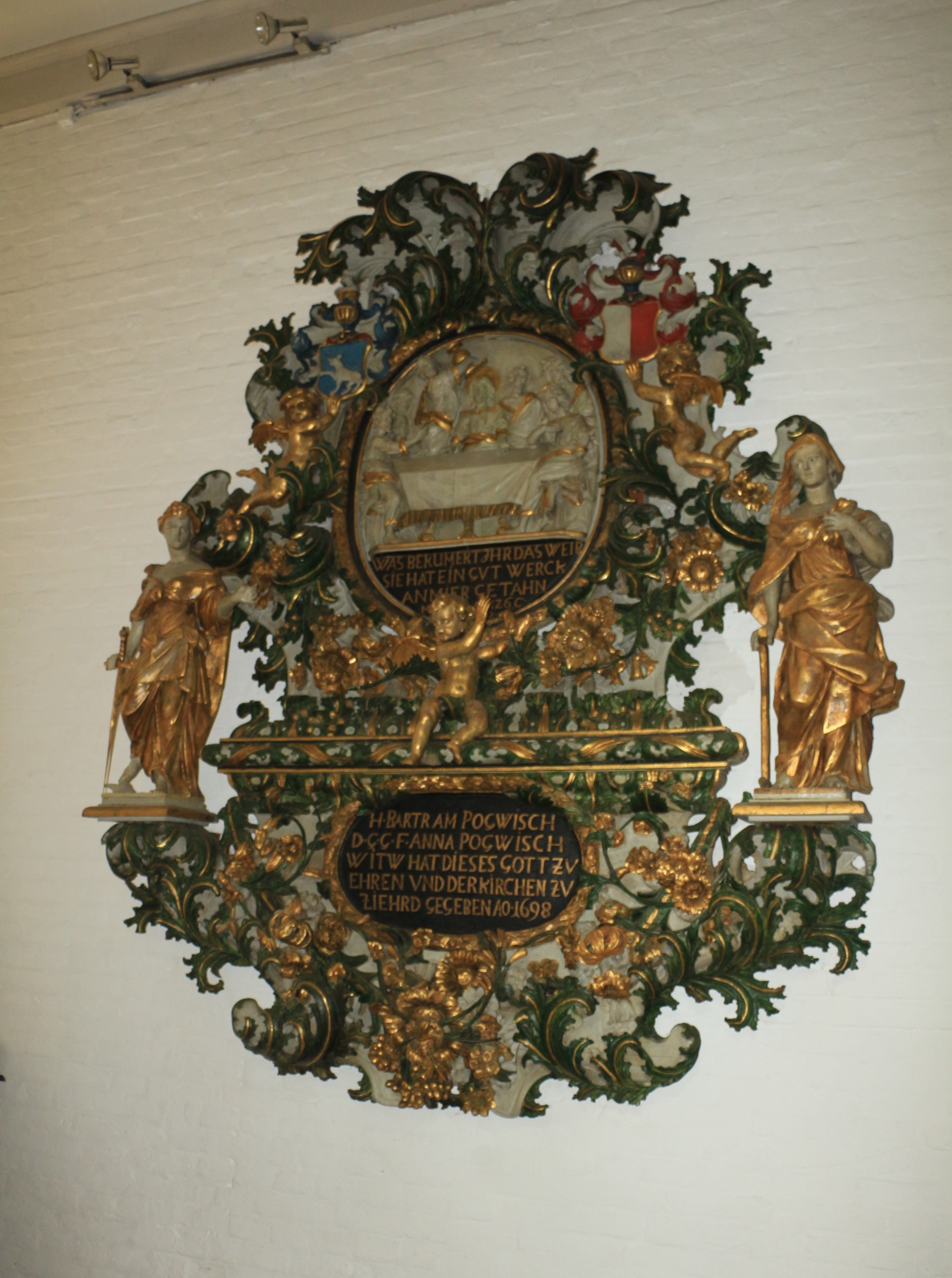
Epitaph von Bertram Pogwisch in Hohenstein
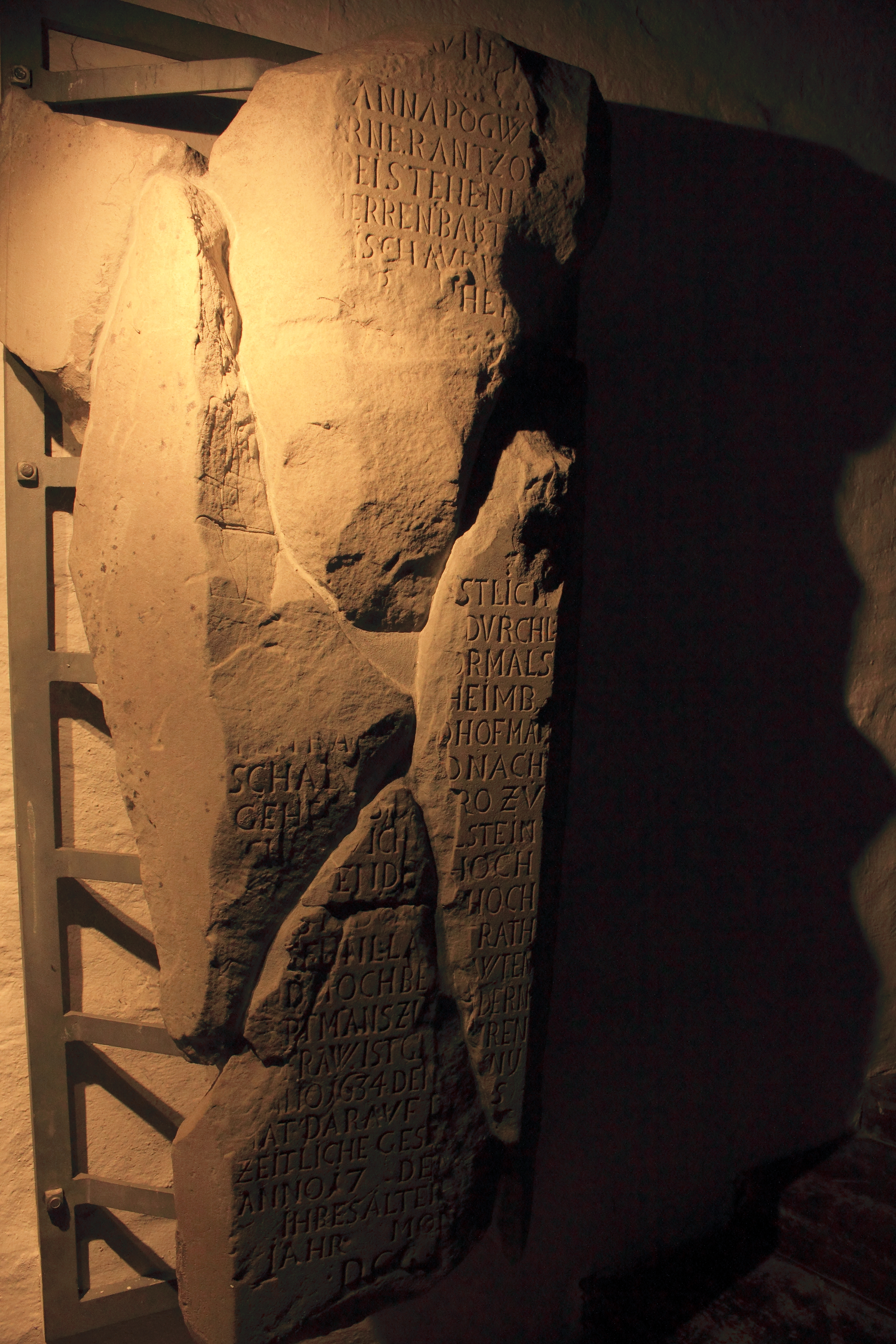
Reste des Sargdeckels im nördlichen Seitenschiff der Kieler Nikolaikirche
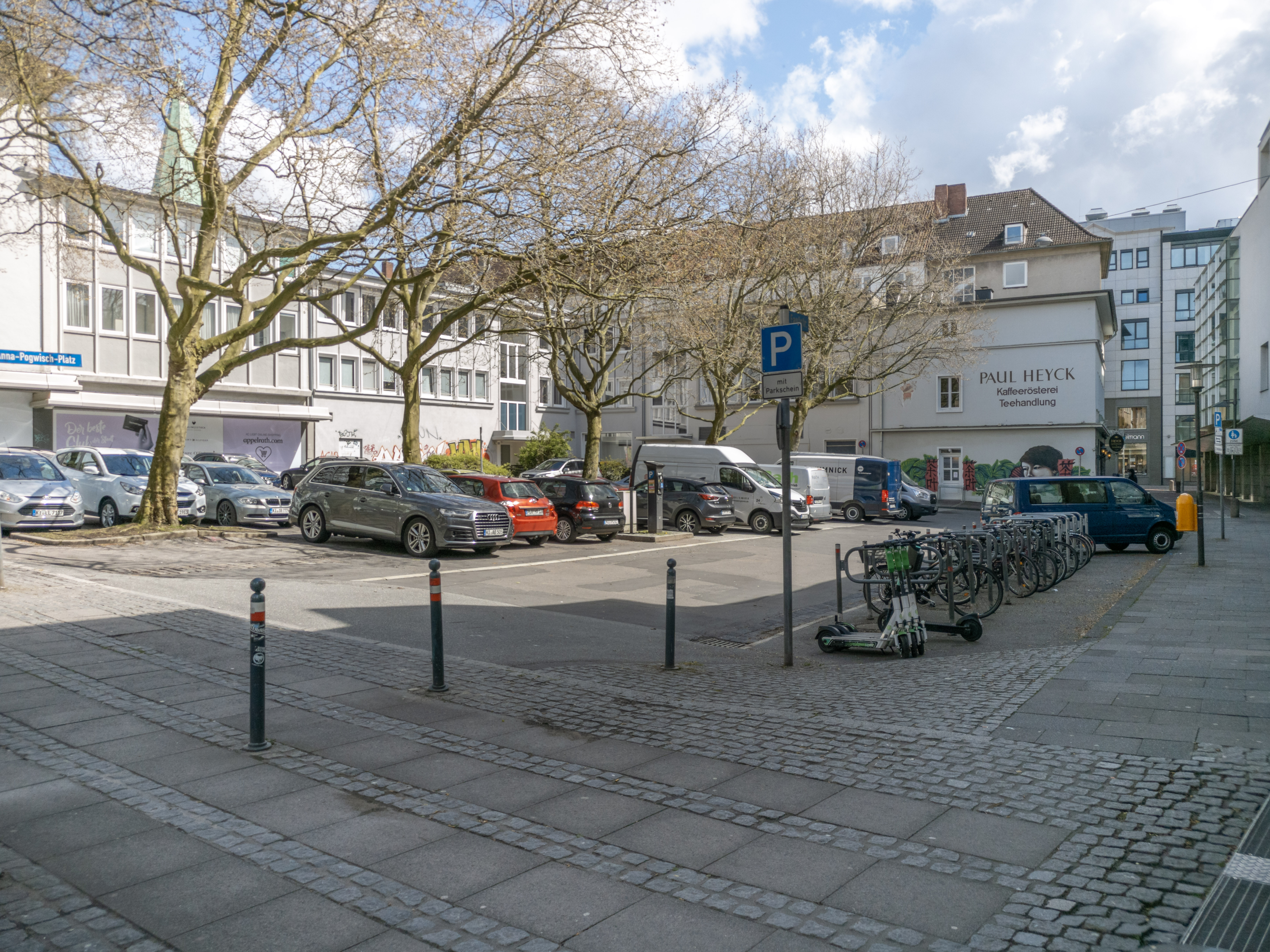
Anna-Pogwisch-Platz in Kiel-Altstadt